# 本間北曜
本間 北曜（ほんま ほくよう、文政5年〈1822年〉 - 慶応4年7月19日〈1868年9月5日〉）とは、江戸時代後期の蘭学者、浮世絵師。

## 来歴
葛飾北斎晩年の門人。幼名は規矩治（きくじ）、名は郡兵衛、後に光喜。北曜と号す。字は有得。出羽国（現山形県）酒田の廻船問屋に生まれ、本間家の分家本間国光（信四郎）の次男であった。幼少より学問を好み、5歳の頃から藩医小松周輔より四書五経の訓読を受け漢籍に親しんだ。天保13年（1842年）、21歳のとき兄の光恕から日頃の放蕩を叱咤され、江戸へ出て根岸にある本間光憲邸に寄宿したが、厳格な兄の帰宅命令で一旦帰郷、出羽国矢島の小番郡八の養子になり、郡兵衛と名乗っている。同年、矢島領主生駒親道とともに改めて江戸に上り、蘭医の坪井信道、平野元慶に師事した。しかし養家との仲がうまく行かず翌天保14年（1843年）に一時帰郷していたが、その後養家を出奔し、神田弁慶橋の島南甫宅に居住する。この頃、葛飾北斎の門人となり北曜と号した。北斎にとっては晩年の門人にあたる。さらに、江戸の根付師で初代山口（竹陽斎）友親（1800年 - 1873年）に彫刻を学んでいる。それから5年ほど江戸に滞在した。
弘化4年（1847年）、同郷で8歳年下の清河八郎が江戸へ上ったことに影響されたのか、北斎が没した嘉永2年（1849年）以降は芸術よりも国事に興味を抱くようになり、清河八郎やジョン万次郎、榎本武揚らと交流を始める。翌嘉永元年（1848年）5月22日、北曜は酒田を出発し、江戸、京都、広島、下関を経て長崎へと旅をし、その時の模様を『羽州飽海大泉荘北曜 西肥長崎行日記』（鶴岡市郷土資料館所蔵）に書き記している。その日記によると北曜は6月4日には江戸に着き、翌5日に浅草寺に参拝した後、浅草の仮宅にて北斎に面会しており、さらに同8日にも北斎を訪ねている。このとき北斎から、北曜が長崎へ行った際にはキタコ（鱓）などの魚を写生してくるよう依頼され、「鬼図」を渡された。その後8月2日に長崎に到着、11月26日に鎌倉に戻るまでの行動が細かく記述されている。また、長崎に滞在した時には頴川藤三郎らに会っている。
嘉永6年（1853年）6月、ペリーらを乗せた「黒船」が浦賀に来航し、「黒船図」を描く（紙本着色、本間美術館所蔵）。この「黒船図」には画中に北曜自身による書き込みがあり、それによれば6月3日に北アメリカワシントン国の軍艦が浦賀に入港すると、同月5日に北曜自ら浦賀に赴いてこれを写生し、それをもとに江戸で描いたものとある。2年後の安政2年（1855年）には洋書の翻訳に従事し、勝海舟から誘われて、大坂の専称寺にある勝塾の蘭学講師に就任している。さらに長崎で海軍伝習所の通訳になり、オランダ人宣教師フルベッキから英語を学び、文久2年（1862年）にはパリ、ロンドン、ロシア、ニューヨークといった欧米各国と清国を約5ヶ月も外遊し、西洋諸国における経済発達及び、その経済侵略が東洋へ向けられていることを目の当たりにした。なおこの時に撮影したと見られる肖像写真が残っている。
北曜は、このままでは日本は外国資本にやられてしまうが、それを防ぐには国家としての独立統一は当然であり、株式会社を創って巨大産業を興す必要があると考えた。丁度この頃、薩摩藩家老小松清廉がグラバーに英語教師を求めたことから北曜が推薦され、鹿児島開成所の英語教師になっている。そのような中で西郷隆盛らとも交流をもち、早速「薩州商社草案」という定款を作り、小松清廉に上書した。この草案は北曜の生家である本間恒輔家に残されており、彼が日本で最初に株式会社を考えた人物であるということを示している。開発的な帯刀は北曜に大いに共鳴し、大坂に設けてあった薩摩交易の拠点「大和交易方」を拡張し、「大和方コンパニー」（別名「薩州商社」）という株式会社を組織することとした。そして北曜は、この「薩州商社」に各藩の参加及び富豪にも一株5000両の出資を呼びかけて各地を奔走している。
慶応3年（1867年）、「薩州商社」に本間家の参加を求めに酒田に帰ってきて了解を取り付けた。この時、「日新除魔」10枚、画稿10数枚、北斎から北曜あての手紙、「薩州商社発端」草案及び北斎の「鬼図」などを酒田に持ち帰った。北曜は本間家から資本を拠出させるだけではなく、酒田港を東北の拠点にする計画をしていたといわれているが、戊辰戦争の直前という緊迫した状況であった庄内藩では、佐幕派による奥羽越列藩同盟が締結されつつあり、薩摩帰りの北曜は薩摩藩のスパイだとの疑いにより外出を禁止され、さらに鵜渡川川原の足軽目付に厳しく監視されてしまう。大きな計画を抱きながら、ごく近所の本間家へさえ行くことができず悶々としていた北曜は、ある夜ついに堪りかねて泥酔の上、薩摩藩より拝領された丸に十字の紋（島津家紋）がついた紋付羽織を着て外出する。これにより鶴岡の伯父池田六兵衛邸に幽閉される。翌慶応4年（1868年）7月19日、北曜を診察するために来た藩医が置いていった薬を服用したところ急死した。これは毒殺であったといわれている。享年47。墓所は酒田市の浄福寺。
北曜は絵師としてそれほど目立った活動はないが、師である北斎とは交流が深かったようで、北斎が最晩年に描いた「鬼図」（佐野美術館所蔵）には「嘉永元戊申年（1848年）　六月八日　門人北曜子おくる　齢八十九歳　画狂老人卍筆」とあり、この絵を北曜に贈っている。また「北曜手控帖」という北曜の画稿をまとめたものが残されており、画技の高さを看取できるという。